# مركز القلب في الناصرية
مركز القلب في الناصرية مركز طبي يقع في الناصرية، محافظة ذي قار، العراق، تعالج فيه أمراض القلب المختلفة مثل مرض الداء القلبي، وعيوب القلب الخلقية، والخلل في صمامات القلب. يعتبر المركز حكوميًا، وهو متكون من 4 أقسام: قسم أمراض القلب، قسم عيوب القلب الخلقية، قسم التخدير، وقسم جراحة القلب.
قسم جراحة القلب يرأسه جراحان كبيران، الدكتور عقيل سلمان والدكتور حسين هاشم، وجراحان مسجلان، الدكتور رفيد حميد ومناف محمد، وسبعة ممارسين في جراحة القلب والصدر.يضم المركز جناح جراحي بسعة 18 سريرًا، وجناح وسيط بسعة 6 أسرة، وهناك وحدة العناية المركزة الجراحية وهي مجهزة بالكامل، وبسعة 12 مريضًا، ويضم المركز أيضًا 4 غرف للعمليات. عادة ما يقوم القسم الجراحي بعمليات استبدال الصمامات، وجراحة ترقيع الشريان التاجي، وإصلاح عيوب القلب الخلقية. بالإضافة لما سبق، يحتوي القسم فرقًا تساعد في العمليات وتعمل على تطوير الموظفين.
يعتبر المركز مرفقًا حديثا قد شييدته شركة محلية (البعد الرابع). افتتح المركز في أكتوبر 2013. يتكون المبنى من 3 طوابق: الطابق الأرضي يحتوي على عيادة خارجية، تضم قسم عيوب القلب الخلقية، والمكاتب الإدارية. الطابق الأول يحتوي على جناحين: الجناح الشمالي يحتوي على جناح جراحي، وجناح وسطي، ووحدة العناية المركزة، وغرف العمليات. أما الجناح الجنوبي فيحتوي على جناح أمراض القلب للرجال، ووحدة العناية القلبية المركزة، وغرف القسطرة. الطابق الثاني يحتوي على جناحين أيضًا: الجناح الشمالي يحتوي على مساكن الأطباء، والجناح الجنوبي مقسم إلى جناح أمراض القلب للنساء، ومساكن إضافية للأطباء.